# Международный конкурс скрипачей имени Яши Хейфеца
Международный конкурс скрипачей имени Яши Хейфеца (лит. Tarptautinis Jaschos Heifetzo smuikininkų konkursas) — соревнование скрипачей, названное в память о выдающемся скрипаче XX века Яше Хейфеце и проходящее на его родине, в Вильнюсе, каждые четыре года. Первый конкурс состоялся в 2001 году в ознаменование 100-летия Хейфеца. Конкурс проводится под патронатом Президента Литвы; в 2009 году президент Литвы Валдас Адамкус заявил в своём приветствии Третьему Конкурсу имени Хейфеца, что «это состязание — замечательная возможность возродить богатое наследие согласия между народами Литвы».
Бессменным председателем жюри конкурса является Гидон Кремер. В разные годы в состав жюри входили также Татьяна Гринденко, Владимир Овчарек, Халида Ахтямова и другие известные специалисты. Литовская музыкальная общественность (в частности, в лице Ю. Дварионаса) высоко оценивает общий уровень состязания.

## Лауреаты
| 2001 | Ярослав Надржицкий (Польша) |
| 2005 | Лиза Якобс (Нидерланды)     |
| 2009 | Сергей Малов (Россия)       |
| 2013 | Маюми Канагава (США)        |
| 2017 | Юрина Араи (Япония)         |
| 2020 | Хавьер Комесанья (Испания)  |